# Lyonsiella fragilis
Lyonsiella fragilis är en musselart. Lyonsiella fragilis ingår i släktet Lyonsiella och familjen Verticordiidae. Inga underarter finns listade i Catalogue of Life.